# Ernest Archer
Ernest Archer (26 de julho de 1910 — 27 de julho de 1990) é um diretor de arte britânico. Venceu o Oscar de melhor direção de arte na edição de 1972 por Nicholas and Alexandra, ao lado de John Box, Jack Maxsted, Gil Parrondo, Vernon Dixon.